# Гигашвили, Зураб
Зура́б Гигашви́ли (груз. ზურაბ გიგაშვილი; род. 20 ноября 2001, Тбилиси) — грузинский и российский футболист, защитник.

## Карьера
С апреля по август 2014 года — в клубе «Чаййолуспор» (Анкара, Турция). Следующие четыре года провёл в юношеских командах «Анкарагюджю». В июле 2019 покинул Турцию. В феврале 2020 года перешёл в российский «Армавир», но в матчах не участвовал. 28 сентября подписал контракт с «Тамбовом». 5 декабря в гостевом матче против «Спартака» (1:5) дебютировал в чемпионате России.
10 октября 2021 года перешёл в украинский «Кривбасс».